# Steffen Kretschmann
Steffen Kretschmann (ur. 8 czerwca 1980) – niemiecki bokser, dwukrotny brązowy medalista mistrzostw świata.

## Kariera amatorska
Jako amator dwukrotnie był brązowym medalistą mistrzostw świata. W 1999, w Houston przegrał w półfinale ze złotym medalistą, Amerykaninem Michaelem Bennettem.
W 2003 roku podczas mistrzostw świata w Bangkoku przegrał w półfinale z Aleksandrem Aleksiejewem.
Na amatorskim ringu stoczył 144 walki, z czego 122 wygrał.

## Kariera zawodowa
Jako zawodowiec zadebiutował 10 listopada 2006 roku, nokautując w 1 rundzie Michala Romana. Do końca 2008 roku stoczył jeszcze 13 pojedynków, wszystkie wygrał z czego 12 przed czasem, zdobywając mistrzostwo Niemiec. 26 czerwca 2009 roku został znokautowany w 1 rundzie przez Denisa Bachtowa. W rewanżu, który odbył się 27 marca 2010 roku również przegrał przez nokaut, ale w 9 rundzie.